# Albine Gadbois
Albine Gadbois, dite sœur Marie de Bonsecours (née le 22 janvier 1830 à Belœil et décédée le 31 octobre 1874 à Montréal), est une religieuse de la Congrégation des Sœurs de la Providence. Dès 1851, elle fonde et dirige l’Institution des sourdes-muettes de Montréal, initialement située à Longue-Pointe.

## Biographie

### Enfance et famille
Albine naît le 22 janvier 1830 à Belœil, une ville faisant partie de la municipalité régionale de comté de La Vallée-du-Richelieu, en Montérégie. Ses parents, Angélique (née Daigneault) et Victor Gadbois, sont de riches propriétaires de terres de Beloeil. Albine a un frère (décédé à l'âge de 19 ans) et six sœurs : Césarie, Azilda, Malvina, Philomène, Léocadie, Aglaé ,. Les ancêtres de la famille sont originaires de la Flandre française et arrivent en Nouvelle-France vers les années 1675. 